# Conioscinella badia
Conioscinella badia är en tvåvingeart som först beskrevs av Frederick Wollaston Hutton 1901.  Conioscinella badia ingår i släktet Conioscinella och familjen fritflugor. Inga underarter finns listade i Catalogue of Life.